# 郑依牳
郑依牳，中华人民共和国政治人物。
担任全国农业劳模。鼓山区后屿乡郑依牳农业生产合作社主任。1954年，当选第一届全国人民代表大会代表。